# Allocasuarina
Allocasuarina, biljni rod iz porodice presličnjakovki raširen po Australiji i Tasmaniji. Postoko oko 60 vrsta, drveće i grmovi.

## Vrste
1. Allocasuarina acuaria (F.Muell.) L.A.S.Johnson
2. Allocasuarina acutivalvis (F.Muell.) L.A.S.Johnson
3. Allocasuarina anfractuosa Wege & S.R.Barrett
4. Allocasuarina brachystachya L.A.S.Johnson
5. Allocasuarina campestris (Diels) L.A.S.Johnson
6. Allocasuarina corniculata (F.Muell.) L.A.S.Johnson
7. Allocasuarina crassa L.A.S.Johnson
8. Allocasuarina decaisneana (F.Muell.) L.A.S.Johnson
9. Allocasuarina decussata (Benth.) L.A.S.Johnson
10. Allocasuarina defungens L.A.S.Johnson
11. Allocasuarina dielsiana (C.A.Gardner) L.A.S.Johnson
12. Allocasuarina diminuta L.A.S.Johnson
13. Allocasuarina distyla (Vent.) L.A.S.Johnson
14. Allocasuarina drummondiana (Miq.) L.A.S.Johnson
15. Allocasuarina duncanii L.A.S.Johnson & D.I.Morris
16. Allocasuarina eriochlamys (L.A.S.Johnson) L.A.S.Johnson
17. Allocasuarina fibrosa (C.A.Gardner) L.A.S.Johnson
18. Allocasuarina filidens L.A.S.Johnson
19. Allocasuarina fraseriana (Miq.) L.A.S.Johnson
20. Allocasuarina glareicola L.A.S.Johnson
21. Allocasuarina globosa L.A.S.Johnson
22. Allocasuarina grampiana L.A.S.Johnson
23. Allocasuarina grevilleoides (Diels) L.A.S.Johnson
24. Allocasuarina gymnanthera L.A.S.Johnson
25. Allocasuarina helmsii (Ewart & Gordon) L.A.S.Johnson
26. Allocasuarina huegeliana (Miq.) L.A.S.Johnson
27. Allocasuarina humilis (Otto & A.Dietr.) L.A.S.Johnson
28. Allocasuarina hystricosa Wege
29. Allocasuarina inophloia (F.Muell. & F.M.Bailey) L.A.S.Johnson
30. Allocasuarina lehmanniana (Miq.) L.A.S.Johnson
31. Allocasuarina littoralis (Salisb.) L.A.S.Johnson
32. Allocasuarina luehmannii (R.T.Baker) L.A.S.Johnson
33. Allocasuarina mackliniana L.A.S.Johnson
34. Allocasuarina media L.A.S.Johnson
35. Allocasuarina microstachya (Miq.) L.A.S.Johnson
36. Allocasuarina misera L.A.S.Johnson
37. Allocasuarina monilifera (L.A.S.Johnson) L.A.S.Johnson
38. Allocasuarina muelleriana (Miq.) L.A.S.Johnson
39. Allocasuarina nana (Sieber ex Spreng.) L.A.S.Johnson
40. Allocasuarina ophiolitica L.A.S.Johnson
41. Allocasuarina paludosa (Sieber ex Spreng.) L.A.S.Johnson
42. Allocasuarina paradoxa (Macklin) L.A.S.Johnson
43. Allocasuarina pinaster (C.A.Gardner) L.A.S.Johnson
44. Allocasuarina portuensis L.A.S.Johnson
45. Allocasuarina pusilla (Macklin) L.A.S.Johnson
46. Allocasuarina ramosissima (C.A.Gardner) L.A.S.Johnson
47. Allocasuarina rigida (Miq.) L.A.S.Johnson
48. Allocasuarina robusta (Macklin) L.A.S.Johnson
49. Allocasuarina rupicola L.A.S.Johnson
50. Allocasuarina scleroclada (L.A.S.Johnson) L.A.S.Johnson
51. Allocasuarina simulans L.A.S.Johnson
52. Allocasuarina spinosissima (C.A.Gardner) L.A.S.Johnson
53. Allocasuarina striata (Macklin) L.A.S.Johnson
54. Allocasuarina tessellata (C.A.Gardner) L.A.S.Johnson
55. Allocasuarina thalassoscopica L.A.S.Johnson
56. Allocasuarina thuyoides (Miq.) L.A.S.Johnson
57. Allocasuarina tortiramula E.M.Benn.
58. Allocasuarina torulosa (Aiton) L.A.S.Johnson
59. Allocasuarina trichodon (Miq.) L.A.S.Johnson
60. Allocasuarina verticillata (Lam.) L.A.S.Johnson
61. Allocasuarina zephyrea L.A.S.Johnson